# Coelenterata
Para informação sobre os cnidários (alforrecas, pólipos de coral, anémonas e similares) veja Cnidaria.
Coelenterata, frequentemente aportuguesado para celenterados, é a denominação de um grupo taxonómico actualmente obsoleto, mas que embora sem uso nas classificações modernas continua a ser frequentemente utilizado na linguagem corrente. O taxon inicialmente compreendia os grupos Cnidaria e Ctenophora, que se consideravam diblásticos e radiados. Depois, os Ctenophora foram separados e o termo passou a utilizar-se como sinónimo de Cnidaria, mas nas clasificações modernas o termo foi abandonado em favor de Cnidaria. O nome procede do grego koilos, "oco", referindo-se à sua cavidade interna, e de enteron, "intestino". Esta cavidade interna é o celêntero ou cavidade gastrovascular.

## Filogenética
A partir de 1866 foi proposto que Cnidaria e Ctenophora estavam mais relacionados entre si que com os animais bilaterais (Bilateria) e formou-se com eles o grupo dos Coelenterata. Em 1881 foi proposto que Ctenophora e Bilateria eram grupos próximos, mas as análises recentes não confirmam essa ideia e pelo contrário indicam que são os Cnidaria os que estavam mais próximos aos bilaterais. A estrutura diblástica e a presença de uma única abertura corporal e cavidade levou a acreditar que os cnidários e os ctenóforos estavam relacionados. Sabe-se agora que a estrutura embrionária de ctenóforos e cnidários não está relacionada e não existem outros dados que demostrem que ambos os grupos partilham um antepassado comum único. O consenso actual explica as óbvias semelhanças entre Ctenophora e Cnidaria (a forma medusóide) por convergência evolutiva resultante da adaptação dos dois grupos à vida pelágica. Os ctenóforos bentónicos não apresentam qualquer semelhança com os pólipos. Os ctenóforos não apresentam o ciclo de vida metagénico nem os cnidoblastos característicos dos cnidários, mas têm coloblastos. Face a essas diferenças, as análises filogenéticas indicam que Ctenophora e Cnidaria são grupos separados.
Por outro lado, a posição dos Ctenophora dentro do reino animal foi debatida durante longo tempo e ainda não está de todo clara, tendo sido proposto que são um ramo paralelo aos Bilateria e aos Cnidaria, paralelo aos Cnidaria, Placozoa e Bilateria ou paralelo a todos os restantes filos animais.
Em consequência, Cnidaria e Ctenophora consideram-se filos separados, e o termo Coelenterata englobando ambos considera-se parafilético e taxonomicamente inválido. Celenterado como sinónimo de cnidário ainda continua a ser utilizado na literatura, mas como termo taxonómico deve usar-se exclusivamente Cnidaria. 	
Para complicar esta questão, um trabalho de 1997 de Lynn Margulis (revendo um modelo prévio de Thomas Cavalier-Smith) situa Cnidaria e Ctenophora isolados no ramo dos Radiata do sub-reino Eumetazoa. Os Eumetazoa incluem todos os animais excepto os Porifera (esponjas), Trichoplax e os ainda pouco compreendidos Mesozoa. Nenhum agrupamento é universalmente aceite para estes animais.